# فروم دوست
فروم دوست (بالإنجليزية: From Dust)‏، هي لعبة فيديو إلكترونية من نوع القدرات الخاصة وخيال علمي، صدرت في السوق سنة 2011م، وتعمل لأنظمة بلاي ستيشن 3 وإكس بوكس 360 ومايكروسوفت ويندوز، وتدرو قصة حول شخصية دوست وهو يقوم بعمل خارق حيث تخلط الرياح والنار والماء وجمعها لإنشاء حياة جديدة في بيئته.